# Hospital Provincial del Centenario
El Hospital Provincial del Centenario (HPC o a secas "El Centenario") es un hospital general de Rosario, Argentina, dependiente del Ministerio de Salud de la provincia de Santa Fe. Es un hospital público provincial en emergencia edilicia, administrado parcialmente por una Comisión electa.
El HPC se encuentra a 30 cuadras del microcentro de la ciudad, en la calle Urquiza 3100 y Av. Francia. Este hospital y las adyacentes Facultad de Ciencias Médicas y Facultad de Odontología, de la Universidad Nacional de Rosario, comparten un cuadrilátero de 2 por 2 manzanas, y están intercomunicados por pasajes internos.
El hospital tiene 183 camas y sirve al norte y noroeste de Rosario, y a localidades vecinas del oeste del Gran Rosario. Es hospital base de 9 centros de atención primaria (Área Programática II de la Zona VIII del Ministerio de Salud de Santa Fe).
El nombre del Hospital proviene de una donación del pueblo y gobierno de Rosario como parte de la conmemoración del centenario de la Revolución de Mayo de 1810. El Hospital fue construido en varias etapas, y adquirió su forma actual mucho más tarde que 1910. El edificio de la facultad de Ciencias Médicas es de 1917, y el hospital fue su Hospital Escuela, y estuvo bajo su control administrativo hasta su pase a la órbita provincial en 1992.